# Carapito
Carapito es una freguesia portuguesa del concelho de Aguiar da Beira, con 15,45 km² de área y 511 habitantes (2001). Densidad de población: 33,1 hab/km².